# 熱力学サイクル
熱力学サイクル（ねつりきがくサイクル、英: thermodynamic cycle）あるいは単にサイクルは、ヒートポンプを含む熱機関の作業物質が行う循環的な動作を理想化（単純化）したものである。
実際の熱機関の動作は多少なりとも不可逆変化を伴っており、理論上の熱力学サイクルとは異なっているが、熱力学サイクルは熱機関の原理的理解や基本設計には必要なものである。

## 理想サイクル
- カルノーサイクル

## 外燃機関の熱力学サイクル
- 蒸気タービン
  - ランキンサイクル
  - 再熱サイクル
  - 再生サイクル
  - 再熱・再生サイクル
  - カリーナサイクル
- スターリングエンジン - 冷凍機としても使用される。
  - スターリングサイクル（カークサイクル）
    - 分離型スターリングサイクル

  - ヴィルマイアーサイクル
  - ギフォードマクマホンサイクル（G.Mサイクル）

## 内燃機関の熱力学サイクル
内燃機関の実際の動作は、作業物質自身の燃焼、組成変化、排気の残留、成分の解離・結合、弁の開閉等のために、かなり複雑なものとなる。このため、これを次のように理想化したサイクル（空気標準サイクル）を考える。
1. 動作物質は純粋な空気とする
2. 空気は比熱が一定の（狭義の）理想気体とする
3. 閉じたサイクルを行い、燃焼と排気・吸気に代えて外部熱源との間で熱の授受を行う(外燃式)
4. 変化は全て可逆的に行われるものとする

以下のサイクルは、この仮定に基づいた空気標準サイクルである。
- オットーサイクル - 火花点火エンジン
- サバテサイクル - 高速ディーゼルエンジン
- ディーゼルサイクル - 低速ディーゼルエンジン
- アトキンソンサイクル
- ミラーサイクル
- ブレイトンサイクル - ガスタービンエンジン
- エリクソンサイクル

## 冷凍機の熱力学サイクル
- 理想サイクル
  - 逆カルノーサイクル
- 蒸気圧縮冷凍機 - 一般的な冷凍サイクル。
  - 蒸気圧縮冷凍サイクル - エア・コンディショナー、冷蔵庫
    - ローレンツサイクル - 非共沸混合冷媒を利用した高効率サイクル

  - 多段蒸気圧縮冷凍サイクル - 極低温用冷凍機
  - 多元冷凍サイクル - 天然ガス液化、ドライアイス・液体空気製造
- 吸収式冷凍機
  - 単効用吸収冷凍サイクル
  - 二重効用吸収冷凍サイクル
  - 三重効用吸収冷凍サイクル
  - 第二種吸収ヒートポンプサイクル
  - アンモニア吸収冷凍機
- 極低温冷凍サイクル
  - リンデサイクル（ジュール＝トムソン効果）
  - クロウドサイクル
  - パルス管冷凍サイクル
- ヘリウム冷凍
  - ヘリウム希釈冷凍サイクル
  - ポメランチック冷凍サイクル
  - 断熱消磁冷凍サイクル
- その他の冷凍サイクル
  - 吸着冷凍サイクル
    - 水素吸着合金利用ヒートポンプ

  - ペルティエ効果（電子冷却）
  - 空気冷凍サイクル
  - 蒸気噴射冷凍サイクル
  - ボルテックスチューブ冷凍サイクル